# Day by Day (album Den Harrow)
Day by Day è il secondo album in studio del cantante italiano Den Harrow, pubblicato nel 1987 dalla casa discografica Baby Records.

## Tracce
1. Day by Day – 4:18 (Roberto Turatti, Miki Chieregato, Hooker Thomas Beecher; edizioni musicali Chapulin)
2. Don't Break My Heart – 3:58 (Miki Chieregato, Riccardo Ballerini, Stefano Montin, Roberto Turatti, Hooker Thomas Beecher; edizioni musicali Chapulin, Allione)
3. Catch The Fox (Caccia alla Volpe) – 3:57 (Roberto Turatti, Miki Chieregato, Fio Zanotti, Hooker Thomas Beecher; edizioni musicali Chapulin, Allione)
4. Don't Forget (To Buy This Record) – 2:33 (Roberto Turatti, Miki Chieregato, Gianni Madonini, Hooker Thomas Beecher; edizioni musicali Televis)
5. Dangerous – 3:50 (Roberto Turatti, Miki Chieregato, Hooker Thomas Beecher; edizioni musicali Chapulin)
6. Tell Me Why – 5:26 (Roberto Turatti, Miki Chieregato, Hooker Thomas Beecher; edizioni musicali Chapulin)
7. Energy Rain – 5:10 (Roberto Turatti, Miki Chieregato, Riccardo Ballerini, Hooker Thomas Beecher; edizioni musicali Chapulin)
8. Hold On Tight – 4:13 (Andrea Turatti, Miki Chieregato, Roberto Turatti, Hooker Thomas Beecher; edizioni musicali Chapulin)
9. High Dee Ho – 3:40 (Roberto Turatti, Miki Chieregato, Hooker Thomas Beecher; edizioni musicali Chapulin)